# Cesanese di Olevano Romano DOC
| Disciplinare DOC Stato Italia Regione Lazio Cesanese di Olevano Romano Decreto del 30 novembre 2011 Gazzetta del 20 dicembre 2011 nº 295 Regolamenta i seguenti vini:                                             |
| Cesanese di Olevano Romano Cesanese di Olevano Romano amabile Cesanese di Olevano Romano dolce Cesanese di Olevano Romano dolce frizzante Cesanese di Olevano Romano superiore Cesanese di Olevano Romano riserva |
| Fonte: MiPAAF - Disciplinari di produzione vini |

Cesanese di Olevano Romano o Olevano Romano è la denominazione relativa al disciplinare di alcuni vini a DOC prodotti nei comuni di Olevano Romano e Genazzano in provincia di Roma

## Informazioni sulla zona geografica
I vini “Cesanese di Olevano Romano” sono prodotti in provincia di Roma, su un territorio di media e alta collina, di circa 3 685 ettari, in ampie vallate sulle pendici dei Monti Simbruini specialmente nell'alta valle del Sacco.
Si tratta di suoli con carattere composito. Sono presenti: calcari bianchi e avana di derivazione organogena; marne miste ad argilla; vulcaniti del Quaternario (la componente più importante dal punto di vista agricolo perché ricca di elementi nutritivi); pomici e cineriti derivanti dalle fasi esplosive del Vulcano Laziale.
Sono terreni in genere superficiali, con scarso contenuto di elementi nutritivi. In modo particolare, nonostante la presenza di sottosuoli calcarei che contengono carbonato di calcio e carbonato di magnesio, i suoli risultano scarsamente dotati (e qualche volta completamente privi) di questi sali.
Sono quindi terreni poco adatti allo sfruttamento intensivo, ma particolarmente vocati per una vitivinicoltura di qualità, con basse rese produttive, conferendo ai vini particolare vigore e complessità.
I vigneti sono compresi tra i 211 e i 571 m s.l.m. con pendenza variabile. L'esposizione generale è verso ovest e sud-ovest. Restano esclusi dalla zona di produzione i terreni a quote troppo basse.
L'areale di produzione è caratterizzato da precipitazioni annue abbondanti fra i (TA)  mm e i (TA)  mm, scarse piogge estive (123-160 mm), ma tali da garantire contro gli effetti deleteri di una spinta siccità.
La temperatura media annua è di 12,0-13,6 °C, la temperatura e l'insolazione nei mesi di settembre ed ottobre, insieme ad una elevata escursione termica giornaliera, sono ottimali per una lenta e completa maturazione delle uve.
La combinazione tra le caratteristiche del terreno ed i fattori climatici, determina un'alta vocazione del territorio per una viticoltura di qualità.

## Storia
Attraverso una consistente documentazione è possibile seguire, nei secoli, la coltivazione del Cesanese nella zona di “Castro Olibana”(l'antico nome di Olevano Romano). La prima testimonianza ci viene dai georgici latini. Per il medioevo sono presenti i contratti agrari conservati nei monasteri della zona. Anche dopo la caduta dell'impero romano, la viticoltura conserva un ruolo di primo piano attestato da numerosi atti notarili custoditi nell'archivio capitolare di Anagni
Il 15 gennaio 1364, vennero emanati gli “Statuti del Castro Olibana” che regolavano ogni aspetto della Comunità. Diversi Capitoli degli Statuti riguardavano la vite ed il vino.
In epoca moderna (1838) nel Libro Mastro dell'Abbazia di Subiaco si trovano riferimenti alla vendemmia di Cesanese relativamente a Subiaco e Piglio.
“Nel corso dei secoli la viticoltura ha mantenuto il ruolo di coltura principe del territorio, fino all'attualità, come testimonia la Sagra del vino Cesanese di Olevano Romano la cui prima edizione risale al 1929.”
Precedentemente all'attuale disciplinare questa DOC era stata:
- Approvata DOC con DPR 29-5-1973 (G.U. 216 - 22.8.1973)
- Modificata con DM 25-10-2010 (G.U. 262 - 09.11.2010)

Un primo disciplinare approvato con decreto del 29/05/1973, pubblicato sulla gazzetta ufficiale n. 221 del 28/08/1973, prevedeva:
- resa in uva = 125 q/ha
- resa in vino = 65,0%
- titolo alcolometrico naturale dell'uva = 11,5%
- titolo alcolometrico totale del vino = 12,0%
- estratto secco = 22,0‰
- vitigni consentiti:
  - Cesanese comune 0,0% – 100,0%
  - Cesanese d'Affile 0,0% – 100,0%
- Caratteristiche organolettiche:
- colore: rosso rubino tendente al granato con l'invecchiamento.
- odore: delicato, caratteristico del vitigno di base.
- sapore: morbido, leggermente amarognolo.

Un altro precedente disciplinare dell'25-10-2010 prevedeva:
- resa in uva = 12,0 t/ha
- resa in vino = 65,0%
- titolo alcolometrico naturale dell'uva = 11,5%
- titolo alcolometrico totale del vino = 12,0%
- estratto secco = 24,0‰
- vitigni consentiti:
  - Cesanese comune
  - Cesanese d'Affile

da soli o insieme minimo 85,0%
- Zona di produzione: comuni di Olevano Romano, Gennazzano.
- Tecniche di produzione:
  - Per i nuovi impianti e reimpianti la densità non può essere inferiore a 3.000 ceppi per ettaro
  - È vietata ogni pratica di forzatura.
- Caratteristiche organolettiche:
  - colore: rosso rubino con riflessi violacei;
  - profumo: delicato, caratteristico;
  - sapore: asciutto, corposo, morbido, armonico;

Erano inoltre previsti i seguenti vini:
- Cesanese di Olevano Romano frizzante
- Cesanese di Olevano Romano spumante

Per le loro caratteristiche si rimanda alle relative voci.